# Emma Steinbakken

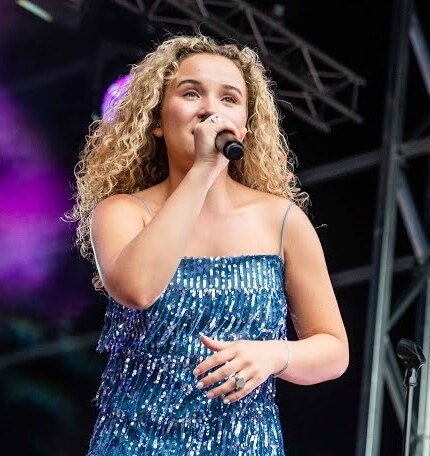
Emma Steinbakken (2023)

Emma Steinbakken (* 2003 in Jessheim) ist eine norwegische Popsängerin. Mit dem Song Jeg glemmer deg aldri hatte sie 2021 einen Nummer-eins-Hit in ihrer Heimat.

## Biografie
Emma Steinbakken wurde entdeckt, als sie in ihrer Heimatstadt Jessheim mit 14 Jahren die Hauptrolle in der Musicalaufführung von Annie spielte. Bereits ein Jahr später veröffentlichte sie ihre Debütsingle Not Gonna Cry und erreichte damit mehrere Millionen Aufrufe bei YouTube.
2019 folgten mehrere Singles und im Oktober ihre erste EP mit ihrem Namen als Titel. Bei P3 Gull war sie daraufhin in der Kategorie Newcomer des Jahres nominiert. Während sie bei norwegischen Festivals und auch in weiteren europäischen Ländern auftrat, folgten 2020 weitere Songveröffentlichungen. Zusammen mit dem Produzenten Matoma nahm sie die Single Wow auf und kam im Oktober erstmals in die heimischen Charts. Ein weiteres erfolgreiches Lied war Stay with Me, das in der zweiten Staffel der Netflix-Serie Weihnachten zu Hause aufgeführt wurde.
Eine Fernsehserie verhalf ihr im Jahr darauf zu ihrem ersten großen Hit. Ihre erste norwegischsprachige Veröffentlichung Jeg glemmer deg aldri aus der zweiten Staffel von Rådebank wurde im Februar 2021 ein Nummer-eins-Hit in den norwegischen Charts. Das Lied ist eine Coverversion von Eg gløymer deg aldri von den Hellbillies aus dem Jahr 2001. Steinbakken wirkte in der im Jahr 2022 aufgezeichneten 13. Staffel der Musikshow Hver gang vi møtes mit. In der ersten Folge sang sie den Nummer-eins-Hit Floden von Bjørn Eidsvåg aus dem Jahr 2006 und schaffte es anschließend damit erneut an die Chartspitze. 6 ihrer 8 Showbeiträge platzierten sich in den Charts, mit dem weniger bekannten Song Delilah von Isah gelang ihr dabei ihr dritter Nummer-eins-Hit.
Im Juni 2023 gab sie ihr Debütalbum Home mit eigenen Songs heraus, mit dem sie den zweiten Platz der Albumcharts erreichte. Einen Monat später erschien eine Zusammenstellung ihrer Hver-gang-vi-møtes-Beiträge, die auf Platz 4 kam. Beim Musikpreis P3 Gull wurde sie im November 2023 als Künstlerin des Jahres ausgezeichnet.

## Auszeichnungen
- 2023: P3 Gull, „Künstler des Jahres“

## Diskografie

### Alben
| Jahr | Titel              | Höchstplatzierung, Gesamtwochen, AuszeichnungChartsChartplatzierungen (Jahr, Titel, Platzierungen, Wochen, Auszeichnungen, Anmerkungen) | Anmerkungen                                                                               |
| Jahr | Titel              | NO | Anmerkungen                                                                               |
| ---- | ------------------ | --- | ----------------------------------------------------------------------------------------- |
| 2023 | Home               | NO2 Platin · (11 Wo.)NO | Erstveröffentlichung: 23. Juni 2023                                                       |
| 2023 | Hver gang vi møtes | NO4 ×3Dreifachplatin · (55 Wo.)NO | Kompilation der Beiträge zur gleichnamigen Fernsehshow Erstveröffentlichung: 7. Juli 2023 |

### EPs
- 2019: Emma Steinbakken
- 2023: <3

### Singles
| Jahr | Titel Album                    | Höchstplatzierung, Gesamtwochen, AuszeichnungChartsChartplatzierungen (Jahr, Titel, Album, Platzierungen, Wochen, Auszeichnungen, Anmerkungen) | Anmerkungen                                                                      |
| Jahr | Titel Album                    | NO | Anmerkungen                                                                      |
| --- | ------------------------------ | --- | -------------------------------------------------------------------------------- |
| 2019 | Not Gonna Cry Emma Steinbakken | NO25 Gold · (9 Wo.)NO | Erstveröffentlichung: 9. August 2019                                             |
| 2020 | Wow –                          | NO35 Gold · (1 Wo.)NO | Erstveröffentlichung: 23. Oktober 2020 mit Matoma                                |
| 2020 | Stay with Me –                 | NO13 Gold · (5 Wo.)NO | Erstveröffentlichung: 20. November 2020                                          |
| 2021 | Jeg glemmer deg aldri –        | NO1 (23 Wo.)NO | Erstveröffentlichung: 12. Februar 2021                                           |
| 2021 | Sorry –                        | NO36 Gold · (1 Wo.)NO | Erstveröffentlichung: 10. September 2021                                         |
| 2022 | Hopelessly Hopeless –          | NO23 Platin · (5 Wo.)NO | Erstveröffentlichung: 28. Januar 2022                                            |
| 2022 | This One’s on Me –             | NO29 Gold · (1 Wo.)NO | Erstveröffentlichung: 11. März 2022                                              |
| 2022 | BAP –                          | NO5 ×2Doppelplatin · (17 Wo.)NO | Erstveröffentlichung: 29. Juli 2022 mit Kamelen & Broiler                        |
| 2022 | Floden –                       | NO1 ×5Fünffachplatin · (53 Wo.)NO | Erstveröffentlichung: 21. Dezember 2022 aus Hver gang vi møtes                   |
| 2023 | BlimE –                        | NO15 Gold · (4 Wo.)NO | Erstveröffentlichung: 6. Januar 2023 aus Hver gang vi møtes                      |
| 2023 | Show Me –                      | NO25 (3 Wo.)NO | Erstveröffentlichung: 27. Januar 2023 aus Hver gang vi møtes                     |
| 2023 | For vår jord –                 | NO9 Gold · (6 Wo.)NO | Erstveröffentlichung: 3. Februar 2023 aus Hver gang vi møtes                     |
| 2023 | Delilah –                      | NO1 ×3Dreifachplatin · (33 Wo.)NO | Erstveröffentlichung: 10. Februar 2023 aus Hver gang vi møtes                    |
| 2023 | Drukne –                       | NO38 (1 Wo.)NO | Erstveröffentlichung: 17. Februar 2023 mit Bjørn Eidsvåg; aus Hver gang vi møtes |
| 2023 | Mysteriet deg –                | NO5 Platin · (8 Wo.)NO | Erstveröffentlichung: 17. Februar 2023 mit Isah; aus Hver gang vi møtes          |
| 2023 | Parents Home                   | NO15 Gold · (4 Wo.)NO | Erstveröffentlichung: 3. März 2023                                               |
| 2023 | Home                           | NO15 (4 Wo.)NO | Erstveröffentlichung: 28. April 2023                                             |
| 2023 | Evig og alltid –               | NO33 (1 Wo.)NO | Erstveröffentlichung: 11. Mai 2023 mit Vinni                                     |
| 2023 | Used to Love You Home          | NO17 Gold · (4 Wo.)NO | Erstveröffentlichung: 26. Mai 2023                                               |
| 2023 | Hold My Breath <3              | NO12 (3 Wo.)NO | Erstveröffentlichung: 6. Oktober 2023                                            |
| 2023 | Hjemme for meg –               | NO29 (5 Wo.)NO | Erstveröffentlichung: 10. November 2023                                          |
| 2024 | Himmel på jord –               | NO18 (6 Wo.)NO | Erstveröffentlichung: 15. November 2024                                          |
| 2024 | Stjernesludd –                 | NO24 (5 Wo.)NO | Erstveröffentlichung: 22. November 2024                                          |
| 2025 | Alle vil til himmelen –        | NO3 (… Wo.)NO | Erstveröffentlichung: 30. Mai 2025 mit Synne Vo                                  |
| Folgende Lieder erschienen nicht als Single, wurden aber durch das Album zum Download und Streaming bereitgestellt und konnten somit eine Platzierung erlangen: |                                | |                                                                                  |
| |                                | |                                                                                  |
| 2023 | Cold Home                      | NO39 (1 Wo.)NO |                                                                                  |
| 2023 | Peace <3                       | NO40 (1 Wo.)NO |                                                                                  |

Weitere Singles
- 2019: Without You
- 2019: Young
- 2019: Never Forgiving
- 2020: Let’s Blow Our Feelings Up with Dynamite
- 2020: Dance
- 2020: September